# Mistrzostwa Europy w Szermierce 2008
Mistrzostwa Europy w Szermierce 2008 – 21. edycja mistrzostw odbyła się w 2008 roku w Kijowie.

## Klasyfikacja medalowa
| Lp. | Państwo         | złoto | srebro | brąz | Razem |
| --- | --------------- | ----- | ------ | ---- | ----- |
| 1   | Rosja           | 3     | 2      | 2    | 7     |
| 2   | Węgry           | 2     | 2      | 1    | 5     |
| 3   | Francja         | 2     | 1      | 4    | 7     |
| 4   | Polska          | 2     | -      | 1    | 3     |
| 5   | Włochy          | 1     | 2      | 3    | 6     |
| 6   | Rumunia         | 1     | 1      | 1    | 3     |
| 7   | Białoruś        | 1     | –      | 1    | 2     |
| 8   | Niemcy          | –     | 2      | 2    | 4     |
| 9   | Ukraina         | –     | 1      | 1    | 2     |
| 10  | Wielka Brytania | –     | 1      | –    | 1     |
| 11  | Austria         | –     | –      | 1    | 1     |
| –   | Szwajcaria      | –     | –      | 1    | 1     |

## Medaliści

### Mężczyźni[1][2]
| Złoto                                                                                  | Srebro                                                                              | Brąz                                                                                        |
| Floret                                                                                 |                                                                                     |                                                                                             |
| Andrea Cassarà                                                                         | Laurence Halsted                                                                    | Andrij Pohrebniak Roland Schlosser                                                          |
| Polska · Tomasz Ciepły · Radosław Glonek · Michał Majewski · Sławomir Mocek            | Rosja · Aleksiej Czeriemisinow · Igor Gridniew · Aleksiej Chowanski · Artiom Siedow | Francja ·                                                                                   |
| Szpada                                                                                 |                                                                                     |                                                                                             |
| Géza Imre                                                                              | Martin Schmitt                                                                      | Michael Kauter Jean-Michel Lucenay                                                          |
| Francja · Jérôme Jeannet · Fabrice Jeannet · Ulrich Robeiri · Jean-Michel Lucenay      | Węgry · Gábor Boczkó · Géza Imre · Iván Kovács · Krisztián Kulcsár                  | Włochy · Matteo Tagliariol · Diego Confalonieri · Alfredo Rota · Stefano Carozzo            |
| Szabla                                                                                 |                                                                                     |                                                                                             |
| Alaksandr Bujkiewicz                                                                   | Aleksiej Jakimienko                                                                 | Mihai Covaliu Nicolas Limbach                                                               |
| Rosja · Aleksiej Frosin · Nikołaj Kowalow · Stanisław Pozdniakow · Aleksiej Jakimienko | Francja · Vincent Anstett · Boladé Apithy · Julien Pillet · Boris Sanson            | Białoruś · Alaksandr Bujkiewicz · Dzmitryj Łapkies · Waleryj Pryjomka · Alaksiej Romanowicz |

### Kobiety
| Złoto                                                                                    | Srebro                                                                           | Brąz                                                                                              |
| Floret                                                                                   |                                                                                  |                                                                                                   |
| Adeline Wuillème                                                                         | Margherita Granbassi                                                             | Carolin Golubytskyi Małgorzata Wojtkowiak                                                         |
| Rosja · Swietłana Bojko · Aida Szanajewa · Olga Łobincewa · Wiktorija Nikiszyna          | Węgry · Edina Knapek · Aida Mohamed · Virginie Újlaki · Gabriella Varga          | Francja · Astrid Guyart · Corinne Maîtrejean · Mélanie Moumas · Adeline Wuillème                  |
| Szpada                                                                                   |                                                                                  |                                                                                                   |
| Adrienn Hormay                                                                           | Ana Maria Brânză                                                                 | Bianca Del Carretto Anna Siwkowa                                                                  |
| Rumunia · Simona Alexandru · Ana Maria Brânză · Loredana Iordachioiu · Iuliana Măceşeanu | Niemcy · Imke Duplitzer · Britta Heidemann · Marijana Markovic · Monika Sozanska | Włochy · Francesca Boscarelli · Cristiana Cascioli · Bianca Del Carretto · Francesca Quondamcarlo |
| Szabla                                                                                   |                                                                                  |                                                                                                   |
| Sofja Wielika                                                                            | Ilaria Bianco                                                                    | Réka Benkó Jekatierina Fiedorkina                                                                 |
| Polska · Bogna Jóźwiak · Matylda Ostojska · Aleksandra Socha · Irena Więckowska          | Ukraina · Olha Charłan · Ołena Chomrowa · Nina Kozłowa · Hałyna Pundyk           | Francja · Anne-Lise Touya · Cècilia Berder · Carole Vergne · Solenne Mary                         |